# Гавришево (Сумская область)
Гавришево (укр. Гавришеве) — село,
Сакунихский сельский совет,
Недригайловский район,
Сумская область,
Украина.
Население по данным 1986 года составляло 10 человек.
Село ликвидировано в 1993 году .

## Географическое положение
Село Гавришево находится в балке Гнилой Яр.
На расстоянии в 1 км расположено село Лахновщина.
По селу протекает пересыхающий ручей с запрудой.

## История
- 1983 — село ликвидировано [1].